# The Best Damn Tour – Live in Toronto
"The Best Damn Tour – Live in Toronto" je live DVD kanadske pjevačice Avril Lavigne. Materijal za DVD se snimao na koncertu koji se održao na Air Canada Centru u Torontu, 7. travnja, 2008. Objavljen je 9. rujna, 2008. SADu, a 5. rujna u Europi.

## Popis pjesama
DVD
1. "Girlfriend"
2. "I Can Do Better"
3. "Complicated"
4. "My Happy Ending"
5. "I'm With You"
6. "I Always Get What I Want"
7. "Best Damn Dance Break"
8. "When You're Gone"
9. "Innocence"
10. "Don't Tell Me"
11. "Hot"
12. "Losing Grip"
13. "Bad Reputation" (Joan Jett obrada)"
14. "Everything Back But You"
15. "Avril na bubnjevima"
  - "Runaway"
  - "Hey Mickey" (Toni Basil obrada)
16. "The Best Damn Thing"
17. "I Don't Have to Try"
18. "He Wasn't"

Finale
1. "Girlfriend (Remix)"
2. "Sk8er Boi"

## Greške
- Na stražnjem dijelu omota DVD-a umjesto "Girlfriend Remix" pisalo je ""Girlfiend Remix".[2]
- Slučajno su otisnuli "Losing My Grip", a pjesma se zove "Losing Grip".
- Naslovnica DVD izdanja live nastupa prikazuje Avril bez desne ruke što se smatra jednom od najvećih pogrešaka u uređivanju slika.[3][4]

## Top ljestvice
| Ljestvica           | Najviša pozicija |
| ------------------- | ---------------- |
| Australija          | 32               |
| Austrija            | 5                |
| Belgija (Flandrija) | 5                |
| Belgija (Valonija)  | 3                |
| Češka               | 3                |
| Nizozemska          | 9                |
| Estonija            | 9                |

| Ljestvica              | Najviša pozicija |
| ---------------------- | ---------------- |
| Italija                | 3                |
| Japan                  | 1                |
| Meksiko                | 1                |
| Španjoljska            | 11               |
| Švedska                | 7                |
| SAD                    | 7                |
| Ujedinjeno Kraljevstvo | 4                |